# Ol'ha Bojčenko
Ol'ha Volodymyrivna Bojčenko (in ucraino Ольга Володимирівна Бойченко?; Odessa, 6 gennaio 1989) è una calciatrice ucraina, centrocampista dello Žytlobud-1 Charkiv.
Più volte campionessa d'Ucraina e di Russia, in carriera ha inoltre indossato la maglia della nazionale ucraina, con la quale ha disputato l'Europeo di Finlandia 2009, totalizzando dal 2008 al 2021 60 presenze e segnando 14 reti.

## Carriera

### Club
Dall'età di 16 anni Bojčenko indossa la maglia dello Yuzhanka, squadra con sede a Cherson, rimanendo al club per tre stagioni e maturando complessivamente 26 presenze in campionato, realizzando 17 reti.
Nel 2008 si trasferisce al Legenda di Černihiv, ottenendo con la nuova squadra un secondo posto in campionato all'esordio, conquistando l'anno successivo i suoi primi trofei ottenendo il double campionato-coppa e ripetendo il successo in campionato anche per la stagione 2010.
In quello stesso anno decide di affrontare la sua prima esperienza all'estero, sottoscrivendo un accordo con lo Zvezda 2005 Perm' per giocare nel campionato russo femminile di calcio. Grazie alla vittoria del club nel campionato 2009, Bojčenko ha l'occasione per debuttare in UEFA Women's Champions League il 22 settembre 2010, nell'incontro di andata dei sedicesimi di finale dell'edizione 2010-2011 vinto 2-11 in trasferta con le cipriote dell'Apollōn Lemesou. In quell'occasione condivide con le compagne il percorso che vede la squadra raggiungere i quarti di finale prima di venire eliminate dalle francesi dell'Olympique Lione.
Resta legata al club di Perm' dal 2010 al 2015, tranne la parentesi del 2012 dove torna in patria indossando la maglia del Naftokhimik Kalush, conquistando due titoli di Campionessa di Russia, nel 2014 e 2015, dopo aver raggiunto la seconda posizione in Vysšij Divizion nel 2013, e tre volte (2012, 2013, 2015) la Coppa di Russia.
Nel 2016 si trasferisce al Rossijanka, aggiungendo con la sua nuova squadra un nuovo trofeo in bacheca, quello di Campionessa di Russia 2016.
All'inizio del 2017 ha firmato un contratto con il Rjazan'-VDV, lasciando il club l'anno successivo per motivi familiari e decidendo di sospendere temporaneamente l'attività.
Tornata al calcio giocato dopo due anni di sospensione, dal 2020 è in organico con il Žytlobud-1 Charkiv.

### Nazionale
Bojčenko inizia ad essere convocata dalla Federcalcio ucraina nel 2005, vestendo inizialmente la maglia della formazione Under-19 con la quale disputa, facendo il suo esordio il 6 ottobre di quell'anno nell'incontro vinto 3-1 sulla Moldavia, le qualificazioni all'Europeo di Svizzera 2006.
Del 2008 è la prima convocazione con la nazionale maggiore, chiamata dal commissario tecnico Anatoliy Kutsev in occasione delle qualificazioni, gruppo 5, all'Europeo di Finlandia 2009 ed esordendo il 28 maggio 2008, nella vittoria esterna per 1-0 sulla Scozia, rilevando Svitlana Friško all'87'.
Ottenuto lo storico accesso alla prima fase finale di un Europeo femminile da parte dell'Ucraina, Kutsev decide poi di inserire anche Bojčenko, nel ruolo di attaccante, nella lista delle 22 giocatrici in partenza per la Finlandia, impiegandola in tutti i tre incontri del gruppo A, con la sua nazionale che con una sola vittoria e due sconfitte, termina il girone al quarto e ultimo posto venendo così eliminata all'inizio del torneo.
Da allora viene convocata con regolarità dai suoi successori Volodymyr Reva e Natalija Zinčenko disputando le qualificazioni ai tre successivi Europei di Svezia 2013, Paesi Bassi 2017 e Inghilterra 2022, a quelle per i Mondiali di Germania 2011, dove segna il 20 maggio 2010, nella vittoria per 4-2 sull'Ungheria la prima delle sue 14 reti in carriera con la maglia dell'Ucraina, di Canada 2015 e di Francia 2019, senza mai riuscire ad accedere a una fase finale.
Il 13 aprile 2021, dopo essere scesa in campo nella sconfitta per 2-0 con l'Irlanda del Nord nel gruppo I di qualificazione a Euro 2022, ha annunciato la sua volontà di rinunciare ad ulteriori convocazioni in nazionale, fissando a 60 il numero delle sue presenza totali, tuttavia con l'arrivo sulla panchina del nuovo ct Lluís Cortés ha poi continuato a giocarvi.

## Palmarès

### Club
- Campionato ucraino femminile: 2

Legenda: 2009, 2010
- Campionato russo: 3

Zvezda 2005 Perm': 2014, 2015
Rossijanka: 2016
- Coppa di Ucraina femminile: 1

Legenda: 2009
- Coppa di Russia: 3

Zvezda 2005 Perm': 2012, 2013, 2015